# Équipe cycliste Asfra Racing

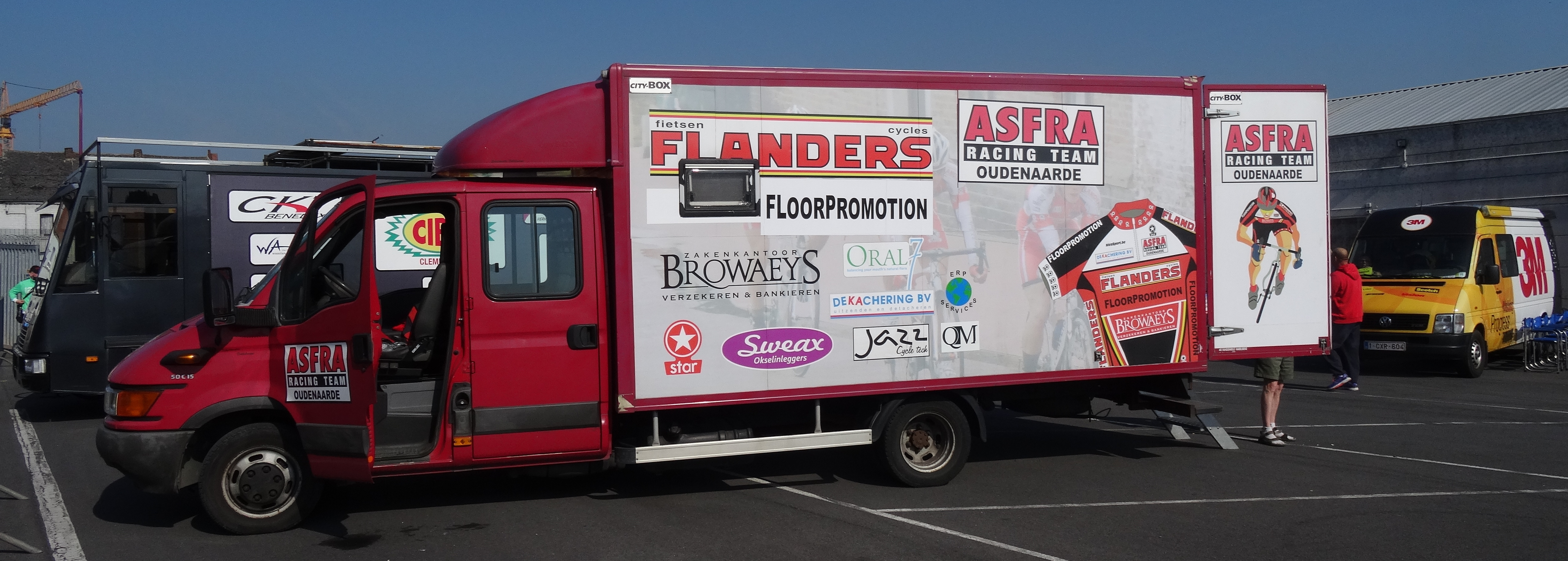
Le camion de l'équipe au Grand Prix Criquielion 2014.

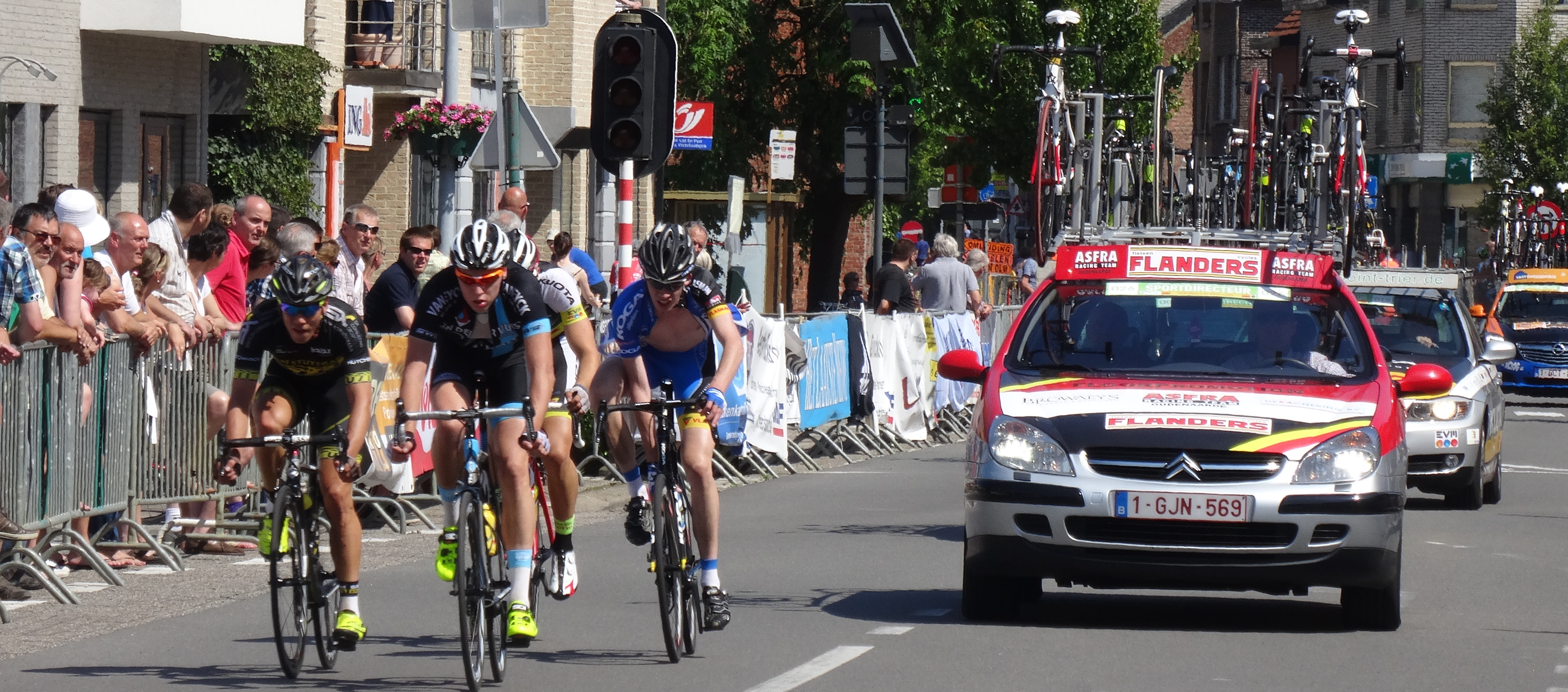
La voiture de l'équipe au Mémorial Philippe Van Coningsloo 2014.

L'équipe cycliste Asfra Racing est une équipe cycliste belge basée à Audenarde (Flandre-Orientale). Le club est actif entre 2010 et 2024.

## Histoire de l'équipe
Fin 2024, le président Luc Assez annonce sur le site internet qu'il prend sa retraite et dissout le club.

## Championnats nationaux
- Championnats de Finlande sur route : 1
  - Contre-la-montre espoirs : 2016 (Oskari Vainionpää)

## Saisons précédentes

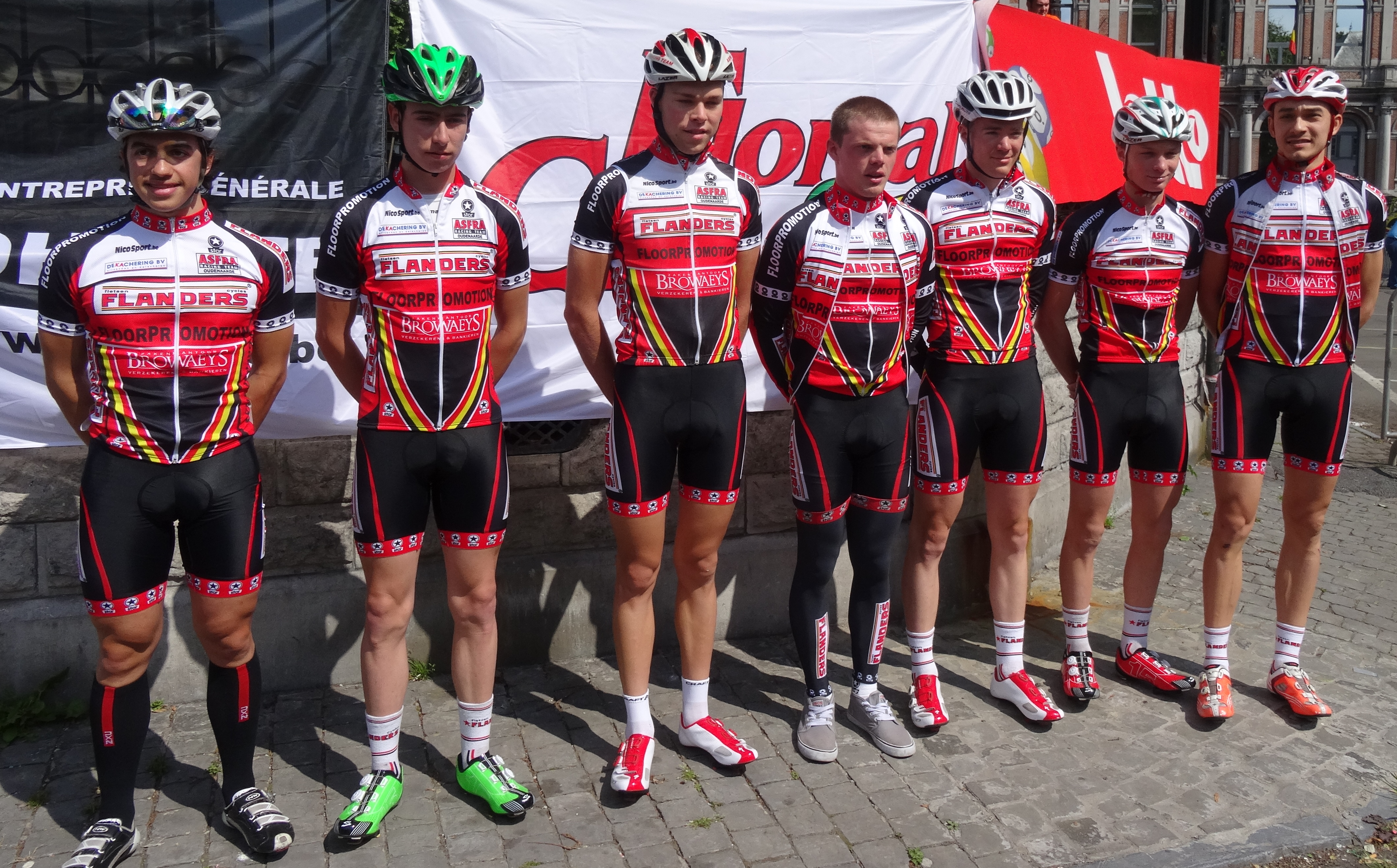
Pieter Verwee, ..., Tim Spiers, Pieter Van Malderghem, ..., Arne Opsomer et Kirils Pogodins lors du Grand Prix Criquielion 2014.

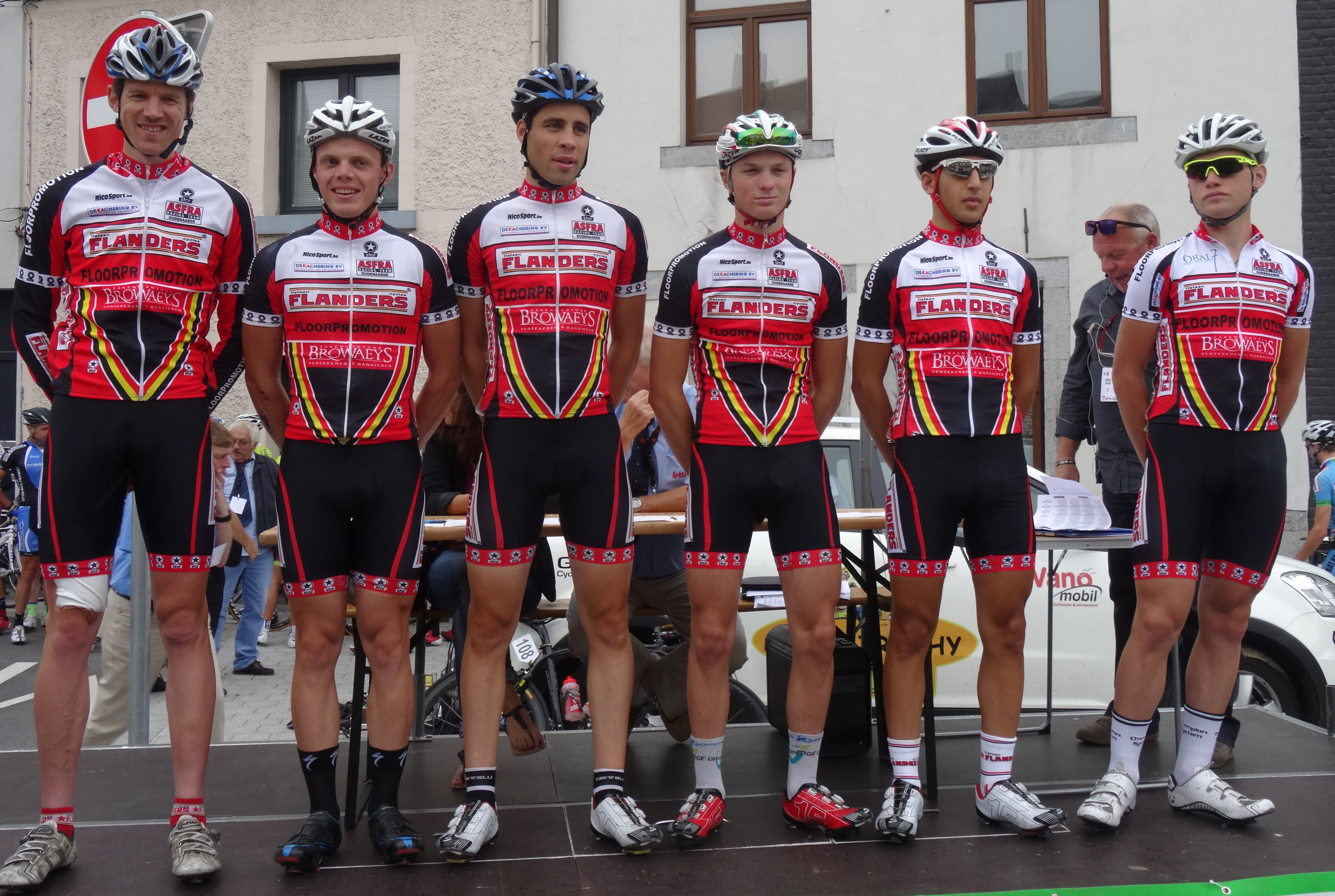
Six coureurs de l'équipe lors du Tour de la province de Namur 2014.

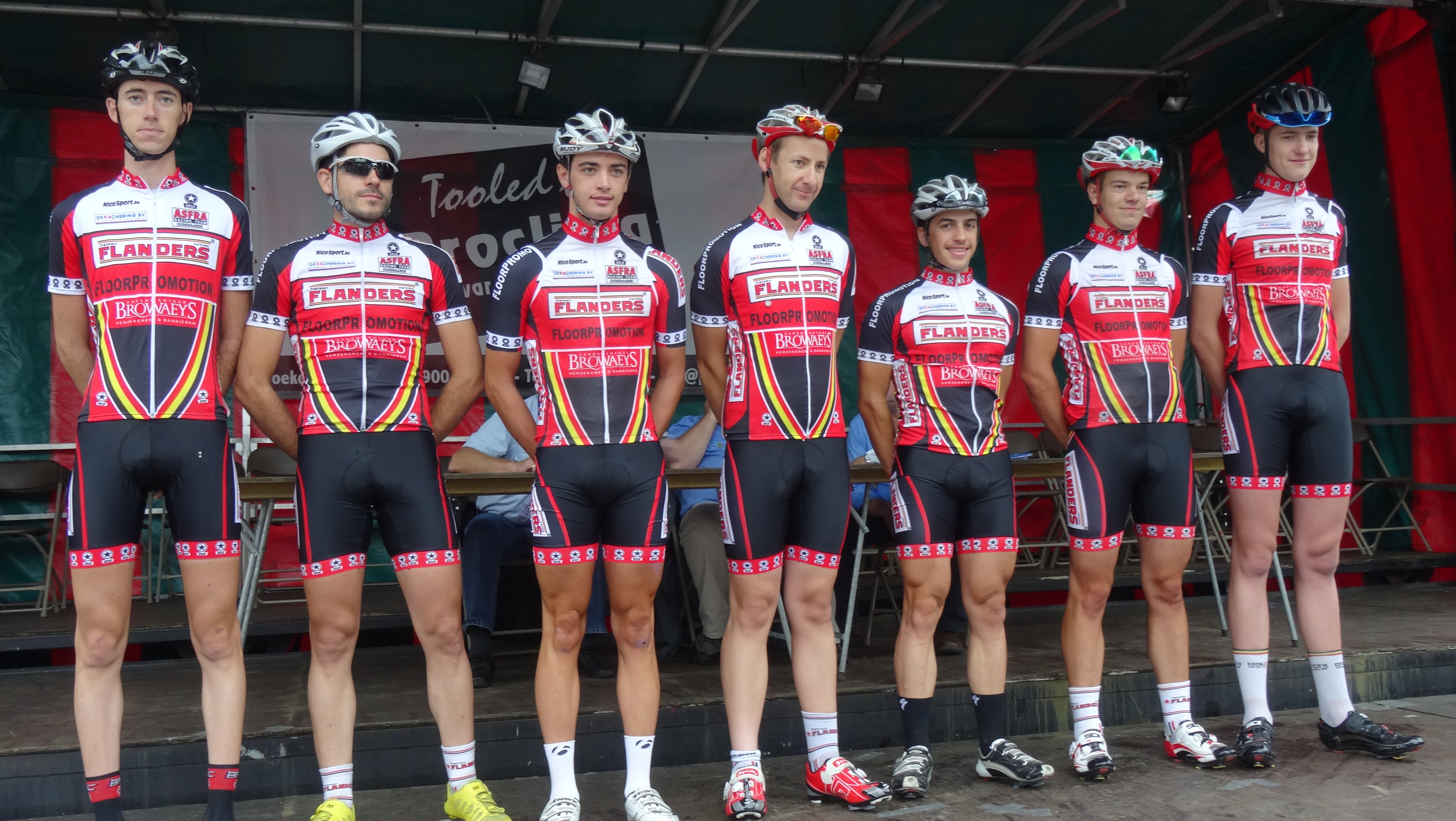
Sept coureurs de l'équipe lors de la Flèche du port d'Anvers 2014.

Quelques coureurs
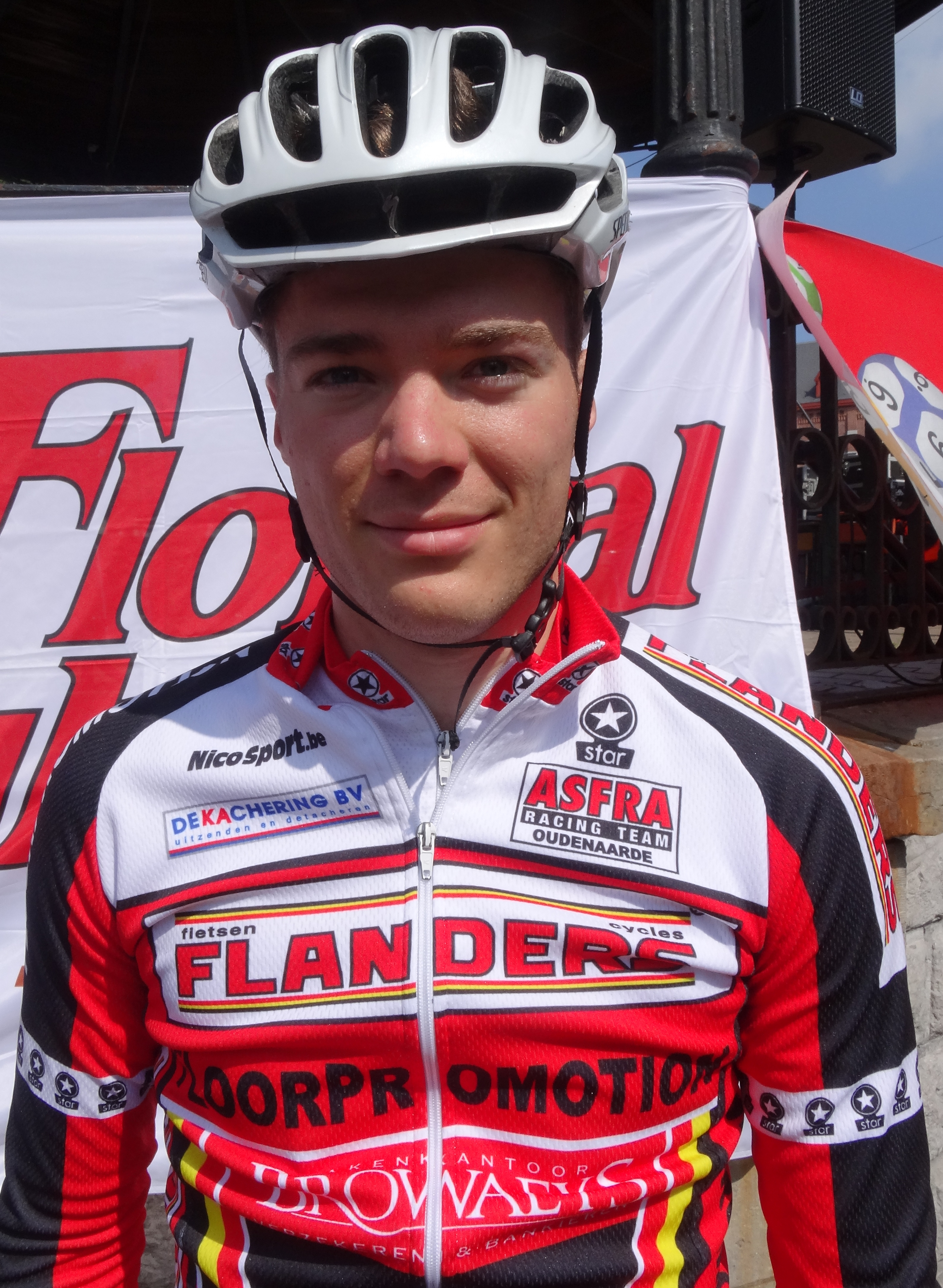
Arne Opsomer.
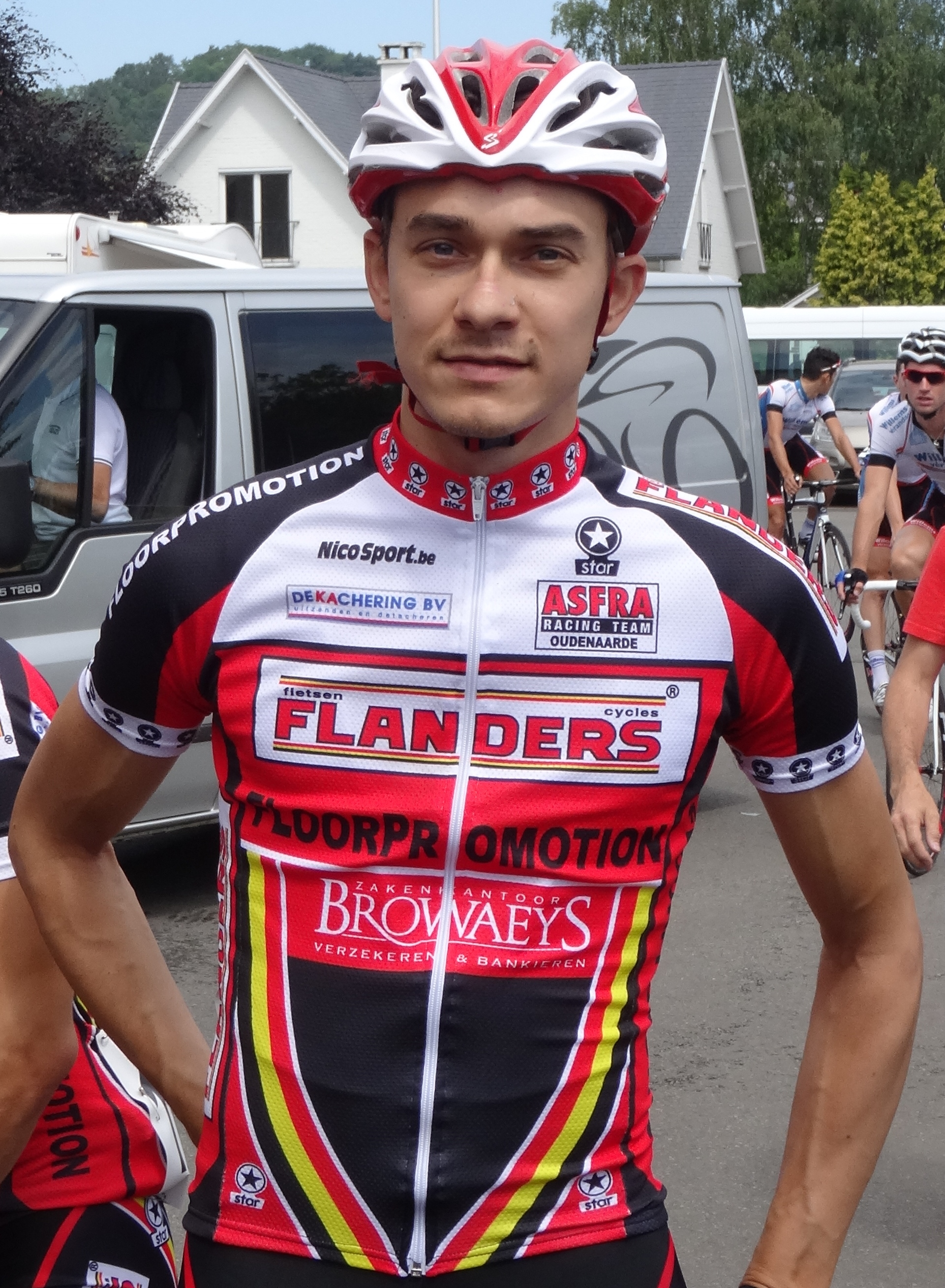
Kirils Pogodins.
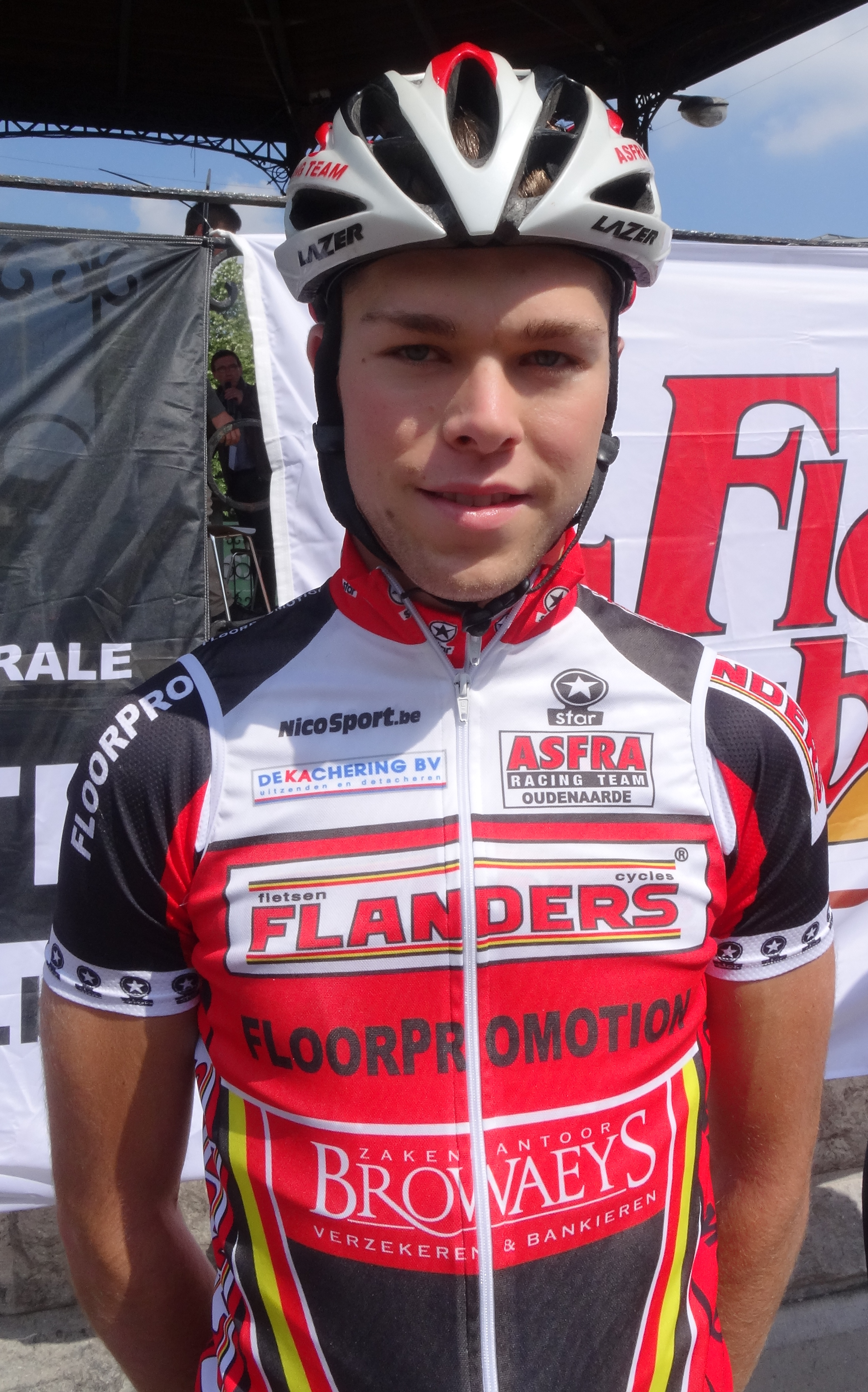
Tim Spiers.
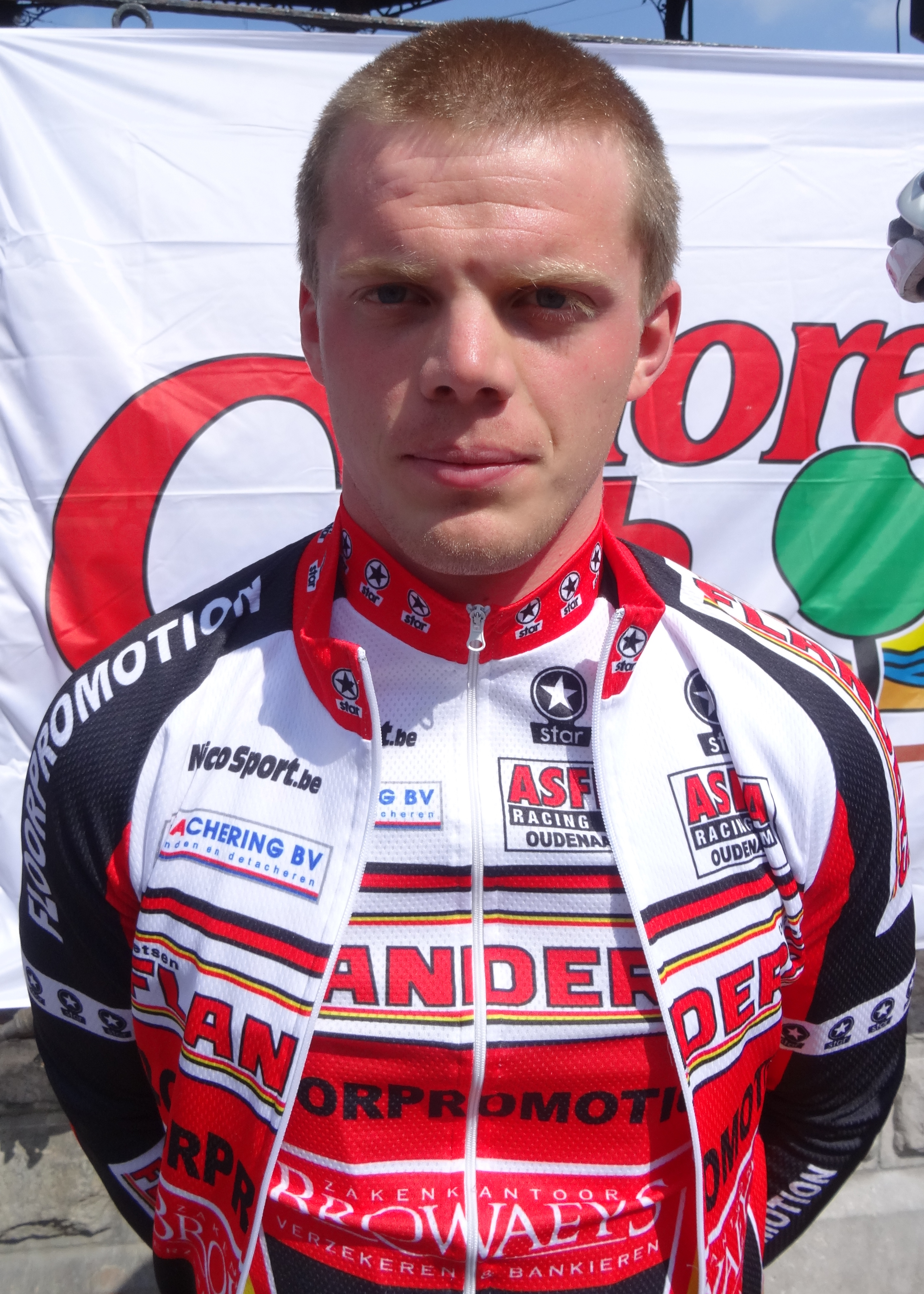
Pieter Van Malderghem.
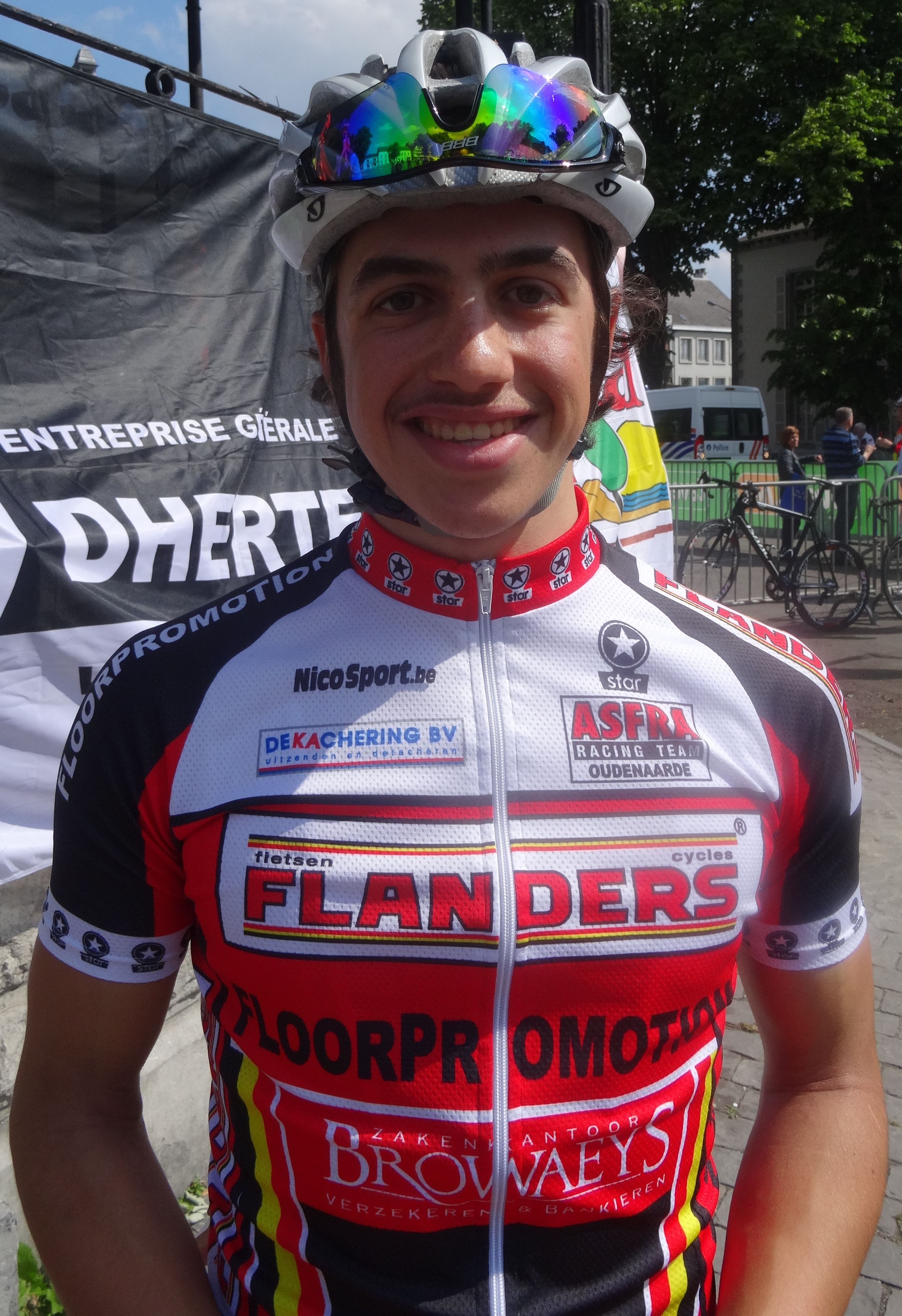
Pieter Verwee.

## Asfra Racing Oudenaarde en 2016

### Effectif
| Cycliste                 | Date de naissance  | Nationalité | Équipe 2015             |  |
| ------------------------ | ------------------ | ----------- | ----------------------- |  |
| Anthony Bollaert         | 14 avril 1994      | Belgique    | Asfra Racing Oudenaarde |  |
| Jochen Browaeys          | 14 mai 1997        | Belgique    |                         |  |
| Ivan Cook                | 1er septembre 1991 | Australie   | Asfra Racing Oudenaarde |  |
| Matthias Coppens         | 2 avril 1990       | Belgique    | Asfra Racing Oudenaarde |  |
| Jake Coward              | 23 février 1996    | Royaume-Uni | Asfra Racing Oudenaarde |  |
| Christoph Danner         | 3 novembre 1993    | Allemagne   | Start-Massi             |  |
| Thibaut De Baene         | 10 août 1996       | Belgique    | Asfra Racing Oudenaarde |  |
| Maarten De Croock        | 10 décembre 1982   | Belgique    | Asfra Racing Oudenaarde |  |
| Jens De Roock            | 13 janvier 1995    | Belgique    | Asfra Racing Oudenaarde |  |
| Kevin De Roeck           | 8 février 1987     | Belgique    | Asfra Racing Oudenaarde |  |
| David Desa               | 11 septembre 1984  | Norvège     | Asfra Racing Oudenaarde |  |
| David Desquiens          | 18 janvier 1988    | France      | Asfra Racing Oudenaarde |  |
| Christopher Dredge       | 3 septembre 1993   | Royaume-Uni | CT 2020                 |  |
| Foeke Dubois             | 9 novembre 1992    | Belgique    | Royal Cureghem Sportief |  |
| Denis Flahaut            | 28 novembre 1978   | France      | CCT-Champion System     |  |
| Zohar Hadari             | 11 septembre 1984  | Israël      | Asfra Racing Oudenaarde |  |
| Mathieu Keller           | 12 novembre 1992   | France      |                         |  |
| Jens Macharis            | 10 janvier 1996    | Belgique    | Asfra Racing Oudenaarde |  |
| Aïden Maes               | 27 mai 1997        | Belgique    |                         |  |
| Glenn Maes               | 29 janvier 1994    | Belgique    | Asfra Racing Oudenaarde |  |
| Mandel Arnold Marquez    | 8 mai 1992         | Chili       | Telcom-Gimex            |  |
| Sammy Moseley            | 18 novembre 1995   | États-Unis  |                         |  |
| Arne Opsomer             | 19 mai 1991        | Belgique    | Asfra Racing Oudenaarde |  |
| Yam Poliak               | 29 juin 1996       | Israël      |                         |  |
| Tim Poriau               | 20 juin 1989       | Belgique    | Asfra Racing Oudenaarde |  |
| Jellen Schiettecatte     | 5 février 1993     | Belgique    | Asfra Racing Oudenaarde |  |
| Ylber Sefa               | 15 février 1991    | Albanie     | Asfra Racing Oudenaarde |  |
| Mika Simola              | 24 août 1985       | Finlande    | Asfra Racing Oudenaarde |  |
| Oskari Vainionpää        | 7 août 1995        | Finlande    | TWD-Länken              |  |
| Indy Van Damme           | 20 avril 1994      | Belgique    | Asfra Racing Oudenaarde |  |
| Glenn Van De Maele       | 6 septembre 1989   | Belgique    | Superano Ham-Isorex     |  |
| Lorenzo Van Puyenbroeck  | 3 février 1990     | Belgique    | Asfra Racing Oudenaarde |  |
| Beau Van Vaerenbergh     | 16 août 1995       | Belgique    | Van Eyck Sport          |  |
| Steven Vandemeulebroecke | 15 août 1991       | Belgique    |                         |  |
| Wouter Vanderbergh       | 4 juin 1981        | Belgique    | Asfra Racing Oudenaarde |  |
| Glenn Velle              | 22 septembre 1991  | Belgique    | Asfra Racing Oudenaarde |  |
| Jim Vercruyce            | 6 décembre 1988    | Belgique    | Asfra Racing Oudenaarde |  |
| Timothy Vermeeren        | 21 novembre 1993   | Belgique    | FCP-Glascentra          |  |
| Logan Vermeire           | 11 novembre 1996   | Belgique    | Asfra Racing Oudenaarde |  |
| Miguel Vicente           | 6 mars 1980        | Espagne     | Asfra Racing Oudenaarde |  |
| Dan Whelan               | 22 octobre 1993    | Royaume-Uni | Asfra Racing Oudenaarde |  |
| Tim Wilcock              | 17 décembre 1995   | Royaume-Uni | Asfra Racing Oudenaarde |  |
| Aviv Yechezkel           | 21 avril 1994      | Israël      | Asfra Racing Oudenaarde |  |

### Victoires
| Date       | Course                                              | Pays     | Classe | Vainqueur         |
| ---------- | --------------------------------------------------- | -------- | ------ | ----------------- |
| 22/06/2016 | Championnat de Finlande du contre-la-montre espoirs | Finlande | CN     | Oskari Vainionpää |